# Bosc d'en Batalla
La masia Bosc d'en Batalla és un edifici del municipi de Valls (Alt Camp) inclòs en l'Inventari del Patrimoni Arquitectònic de Catalunya. Forma part del conjunt de les Masies dels Boscos.

## Descripció
Edifici situat en un ampli jardí i envoltat per terres de conreu al qual s'accedeix a través d'una llarga escalinata molt pronunciada. La casa és de planta baixa i dos pisos amb capella annexa a la part esquerra, i un campanar. La façana principal presenta porxe a la planta baixa, sostingut per 4 pilars de pedra. A la part superior del porxo i a l'altura del primer pis hi ha una terrassa amb barana de ferro. La capella està coberta per una cúpula de pissarra, s'obre a una galeria porticada i té un campanar. Hi ha dependències modernes en aquesta part de l'edifici. Els materials emprats en la construcció són: pedra amb tova en la planta baixa, i maó en la part superior.
Enmig de palmeres, pins i flora autòctona, es troba aquest edifici. La façana principal presenta porxe a la planta baixa que està sustentat per tres pilastres de secció quadrada i són de pedra, que en el pis superior i a l'altura del primer pis hi ha una terrassa amb barana de ferro amb dues portes balconeres per entrar a l'habitatge; en aquesta façana i planta, hi ha una tercera porta balconera. A la segona planta, sols n'hi ha una que té dues mènsules de suport; a més hi ha una finestra a cadascun dels costats a la coberta és transitable i està envoltada per un mur, que disposa de pilars, i alguns d'ells -els situats als extrems tenen unes copes al cim. Al mig de la coberta hi ha un cos de base quadrada amb dues obertures per cada costat. La façana situada a ponent té força interès arquitectònic la que al seu lateral esquerre hi ha una cúpula de pissarra de dimensions grans i que correspon a una capella.

## Història
La construcció és part del conjunt residencial del Bosc de Valls, format per extenses finques on es començà a edificar bàsicament a partir de 1840, un cop acabada la primera guerra carlina. Aquest bosc va pertànyer inicialment al notari Dasca de Valls. Era conegut amb el nom de "Can Vallduví". Posteriorment, va ser adquirit per la família Batalla que en l'actualitat continua essent-ne propietària. En el període de la guerra civil, la casa fou incendiada i amb el temps ha sofert diverses reformes. L'oratori era públic abans de la guerra i se seguia l'ofici religiós des de la galeria. Actualment, només es fa servir en comptades ocasions i a escala familiar. En aquest oratori s'hi venera a Sant Joan Baptista.